# Kalodran
Kalodran is een bestuurslaag in het regentschap Serang van de provincie Banten, Indonesië. Kalodran telt 5776 inwoners (volkstelling 2010).